# Operación Araña
La Operación Araña fue una operación desarrollada por la Guardia Civil de España entre 2014 y 2016, durante el mandato de Jorge Fernández Díaz como ministro del Interior, para perseguir el enaltecimiento del terrorismo en las redes sociales, particularmente en Facebook y Twitter.

## Fases
La operación Araña se desarrolló en cuatro fases, que se enumeran a continuación, y se saldó con 77 detenciones y más de 40 condenados a penas de hasta dos años:
- Operación Araña I (abril de 2014);[3]
- Operación Araña II (noviembre de 2014);[4]
- Operación Araña III (mayo de 2015);[5]
- Operación Araña IV (abril de 2016).[6]

Entre los detenidos en la segunda fase se encuentra Edurne (detenida en noviembre de 2014), periodista del portal de Internet La Haine. Por este juicio el Tribunal le impuso una condena de un año y medio de prisión por comentar y compartir publicaciones de Facebook. Edurne ha denunciado en varias ocasiones que su persecución está motivada por su pertenencia a un medio de comunicación anticapitalista.  
Entre los detenidos en la tercera fase de la Operación Araña se encuentra César Strawberry, miembro y portavoz del grupo de rap Def Con Dos. En noviembre de 2017 ingresó en prisión Alfredo Remírez, uno de los acusados en 2015.

## Metodología
En el marco de la operación Araña, la Guardia Civil buscó determinadas palabras clave en las redes sociales, como «Argala» o «Carrero», en busca de comentarios que pudieran ser constitutivos de delito de enaltecimiento del terrorismo. A continuación, investigaba si los autores de esos comentarios habían hecho otros con los que poder consolidar una denuncia.

## Apoyos y críticas
El ministro del Interior, Jorge Fernández Díaz, había hecho un llamamiento en mayo de 2014 a favor de «limpiar las redes de indeseables».
Amnistía Internacional, en su Informe 2016-2017, mencionó la Operación Araña entre los casos de restricciones injustificadas de la libertad de información, expresión y reunión derivadas de la reforma del Código Penal y la aprobación de la ley mordaza, la Ley de Seguridad Ciudadana de 2015.